# Sigmund Löw

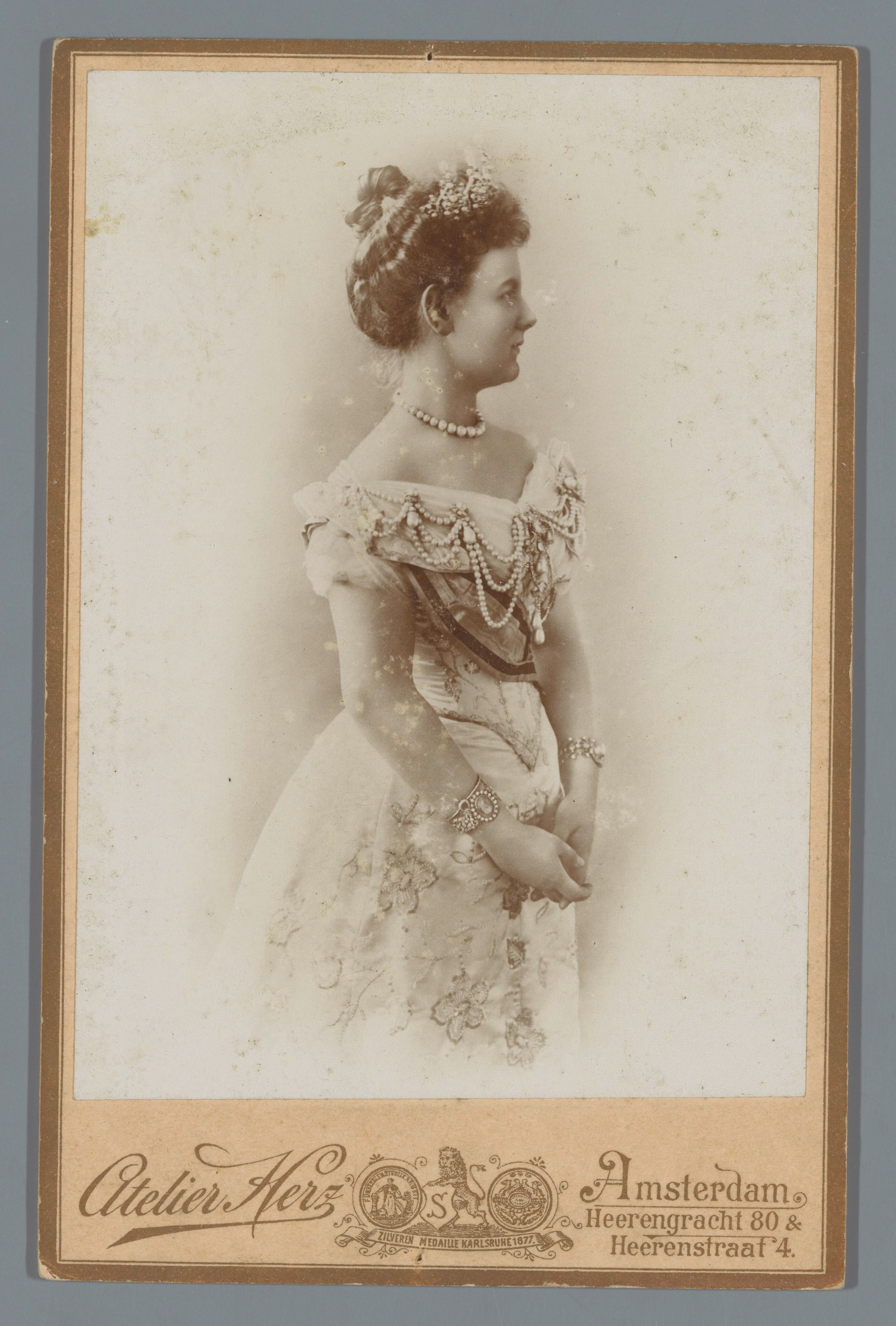
Koningin Wilhelmina (1900). Midden onderaan de leeuw van Löw

Sigmund Löw (Rastatt, 11 mei 1845 – Amsterdam, 15 maart 1910) was een Duitse fotograaf, die werkzaam was in Amsterdam.

## Leven en werk
Löw kwam uit een Duits-joodse familie, hij was een zoon van Hirsch Löw en Fanny Ehrmann. In de jaren 70 van de 19e eeuw vestigde hij zich met zijn schoonzus Sophia Herz (1852-1940) in Amsterdam, waar zij hun "Spiegelfabriek, Magazijn van Schilderijen en Encadrementen" openden. Ze zetten daarmee een zaak voort die in 1869 was opgericht in Duitsland en rond 1900 de naam Atelier Herz kreeg. In de jaren 80 heeft de zaak twee locaties in Amsterdam, de spiegelhandel aan de Heerenstraat en een kunsthandel aan de Herengracht. Löw maakte als fotograaf cartes de visite, kabinetfoto's en stereofoto's. Hoewel op de fotokartonnen de firmanaam Herz stond vermeld, is op het merendeel daarvan een staande leeuw met wapen te zien, met op het schild een hoofdletter S, wat kan worden gelezen als S. Löw.
In 1902 verhuisde het atelier naar de Prinsengracht. Löw overleed in 1910, op 64-jarige leeftijd.

## Portretserie
Bekend van Löw is de serie portretten van bekende Nederlandse beeldhouwers en kunstschilders in hun atelier, die hij in 1903 maakte. Hij portretteerde in dat jaar onder anderen:
- Constant Joseph Alban
- Louis Apol
- Nicolaas Bastert
- Johan Braakensiek
- Eduard Frankfort
- Arnold Marc Gorter
- Sophie Jacoba Wilhelmina Grothe
- Abraham Hesselink
- John Frederik Hulk
- Isaac Israëls
- Hendrik Willebrord Jansen
- Hein Kever
- Simon Maris
- Joseph Mendes da Costa
- Sientje Mesdag-van Houten
- Julius van de Sande Bakhuyzen

## Galerij

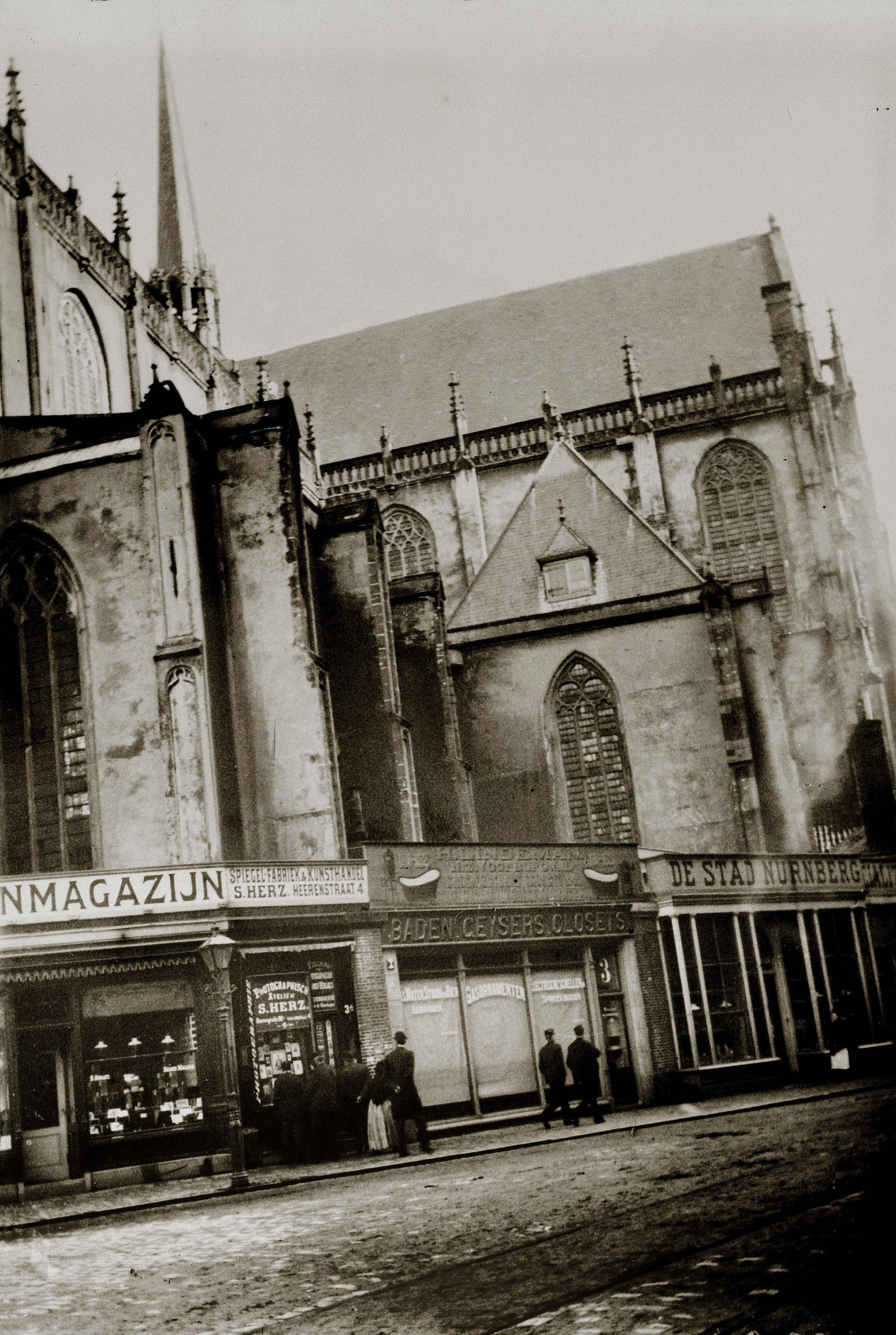
Foto van George Hendrik Breitner van een etalage van het Photographisch atelier S. Herz bij de Nieuwe Kerk (1897).
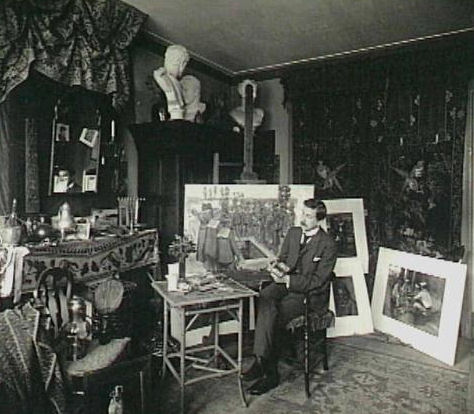
Hendrik Maarten Krabbé
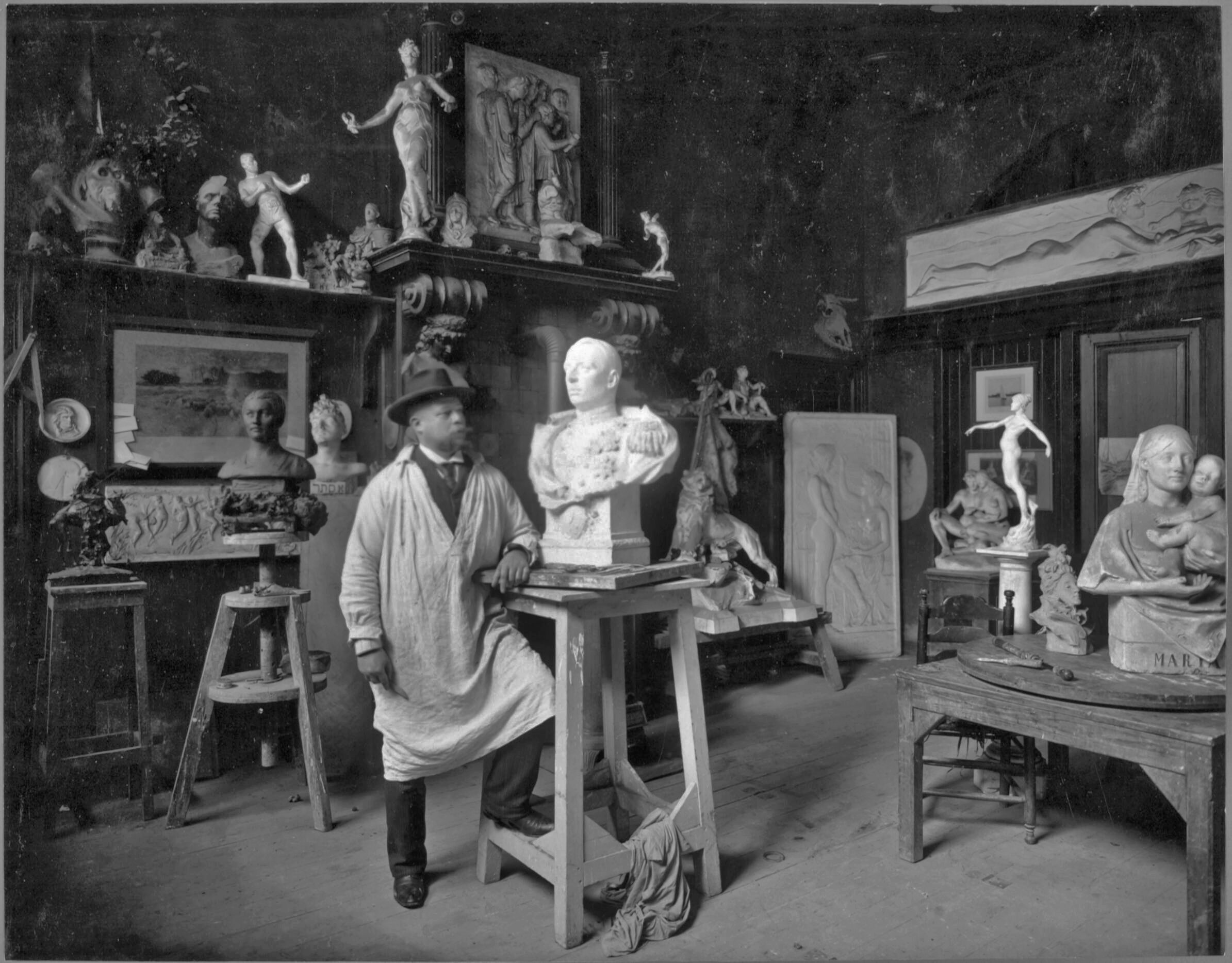
Abraham Hesselink
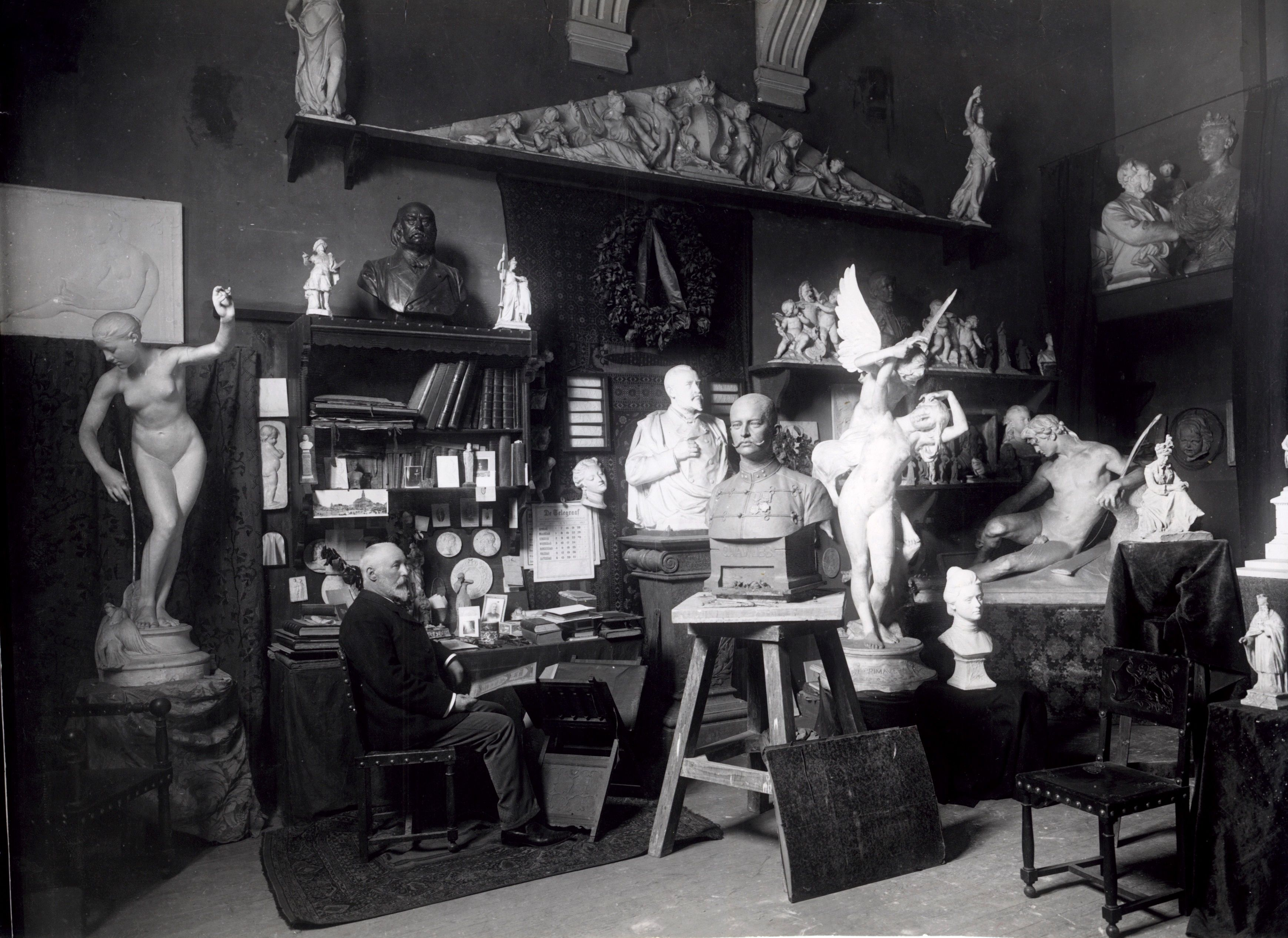
Bart van Hove